# 麝香
麝香（deer musk）为脊索动物門哺乳纲麝科动物（如林麝 Moschus berezovskii、马麝 Moschus sifanicus 或原麝 Moschus moschiferus）等成熟雄体位於肚臍和生殖器之間的香腺中的干燥分泌物，是制造香水的原料之一，在中国也被药用。麝香有许多别名，如：寸香、原寸、香脐子、当门子。

## 产地
麝科动物主要分布于印度、巴基斯坦、中国、蒙古、西伯利亚等地。另外，北美洲的麝鼠、澳大利亚的麝鸭、中美洲的麝龟等等多种动物也有麝香分泌。
在中国，林麝一般分布在中国的四川、甘肃、陕西一带，海拔为3000m的针叶林区；马麝分布在青藏高原地区，而原麝则主要分布在东北大兴安岭、小兴安岭以及长白山一带地区。
麝香的采制一般是人工取香，在冬春两个季节内捕猎，之后割去麝的香囊，阴干，此为“毛壳麝香”；而取出香囊中的分泌物，则成为“香囊仁”；中国在2020年约以此方法生产350 kg麝香。养殖活麝也可重复取香，通过小勺插入香囊挖取获得，中国2020年产量约150 kg。

## 性状

### 毛壳麝香
毛壳麝香为囊状球形，直径3－7cm，重约为30g。开口面有孔，直径约为3mm，表面褐色，有灰白色的毛茸；背面为革质，紫褐色，具有弹性；抛开面内側紫褐色，有皮膜，并还含有颗粒状或粉末状的麝香仁。

### 麝香仁
麝香仁分为两种，其中一种为颗粒状，且能挡住囊口，所以习称“当门子”。表面光滑，油润、光亮、呈紫褐色，是麝香中的佳品。而另外一种为粉末状，这种品种颗粒小，且光泽欠佳、油性差，且含有脱落的毛皮。

## 用途

### 香料
世界上很多地区在历史上都长期使用麝香和类似的哺乳动物香腺分泌物制造香水：麝香气味主要来自麝香酮，灵猫香气味来自同为大环酮的灵猫酮，河狸香则更加复杂。近年来随着人工合成麝香的普及，天然麝香的使用已日趋减少。

### 中药用途
按照中医学的说法，麝香药性辛、温。入心、脾经。为中药材开窍药的一种，该药出自《神农本草经》。
- 开窍醒神：可以用来治疗闭证神昏，因麝香以辛香走窜为用，对于各种原因的所导致的闭证神昏都有效，如治疗热闭神昏的安宫牛黄丸和寒闭神昏的苏和香丸都使用了中药麝香。
- 活血止痛：可以用来治疗淤血诸痛，如血淤经闭、心腹爆痛、跌打损伤等症。治疗血瘀之证，常与中药丹参、桃仁、红花、川芎等药同用。另外因麝香有活血止痛之功效还可以用来治疗疮疡肿毒、咽喉肿痛、风湿痹症等。如治疗疮疡肿痛常与中药雄黄、乳香、没药同用如醒消丸[6]。

炮制方法为取毛壳麝香，去除囊壳后，取出其麝香仁，除去杂质，待用时研碎。
麝香一般入丸剂或者散剂，每次用量为0.03－0.1g。因为是开窍药所以不宜入煎剂，以免药效成分的散失。麝香因含有濃郁氣味，可能对孕妇產生不利影響，刺激子宮快速收縮，增加胎動不安或流產的機率，故中医学认为麝香有催产下胎之效，主张孕妇禁用。
電視劇《後宮甄嬛傳》內曾出現因使用麝香導致宮中妃嬪不孕的劇情，有中藥專家曾為此作出反駁，指出單憑使用麝香而直接導致女子終身不孕的機會非常低。
中国国内中药，除六种特殊药物外（见下文），都使用1994年研制的人工麝香替代天然香囊，经试验认为其活性成分、药理性质和天然麝香相仿。人工麝香的制造过程保密，为2015年国家科技进步一等奖得主。人工麝香的在药材中的取代率超过99%，2019-2020年价格为50000元/千克。人工麝香含有麝香酮、海可素I、II（一系列类固醇物质），均为天然麝香主要组分；部分药理作用以芳活素（保密物质）替代。人工麝香不含麝香吡啶和3-甲基环十三酮，也不具备香囊组织的显微结构，均可作为区分依据。

## 贸易管制
为避免民间私自盗猎，麝香与犀角、牛黄、羚角等动物源药材一同被中华人民共和国国家药品监督管理局列为国家管制药材，严禁私自买卖，并实行价格管制。天然麝香只准在安宫牛黄丸、六神丸、片仔癀等六种中成药中投放。

## 外部連結
- 麝香 中藥材圖像數據庫  (香港浸會大學中醫藥學院) （中文）（英文）
- 麝香 She Xiang（页面存档备份，存于） 中藥標本數據庫 (香港浸會大學中醫藥學院) （繁體中文）（英文）
- 麝香 （页面存档备份，存于） 中藥方劑圖像數據庫 (香港浸會大學中醫藥學院) （中文）（英文）